# Bolesław Napierała
Bolesław Napierała, né en septembre 1909 à Dortmund et mort en 1976, est un ancien coureur cycliste polonais.
Il remporte le Tour de Pologne à deux reprises, en 1937 et en 1939.

## Palmarès
- 1935
  -  Champion de Pologne sur route
  -  Champion de Pologne de course aux points
  - 3e du Circuit du Pas-de-Calais
- 1936
  - 2e du championnat de Pologne de course aux points
- 1937
  -  Champion de Pologne de cyclo-cross
  -  Champion de Pologne du contre-la-montre par équipes
  - Tour de Pologne
    - Classement général
    - 1re étape

  - 4e étape du Tour de Hongrie
  - 2e du championnat de Pologne de course aux points
- 1938
  -  Champion de Pologne de cyclo-cross
  -  Champion de Pologne de poursuite par équipes
- 1939
  -  Champion de Pologne de cyclo-cross
  -  Champion de Pologne de poursuite par équipes
  - Tour de Pologne
- 1946
  -  Champion de Pologne du contre-la-montre par équipes
- 1947
  -  Champion de Pologne sur route
  - 2e du championnat de Pologne de poursuite par équipes
  - 3e du championnat de Pologne de cyclo-cross
  - 3e du Tour de Pologne
- 1948
  - 10e étape du Tour de Pologne
- 1949
  - 2e du championnat de Pologne de course aux points